# Yoga nu

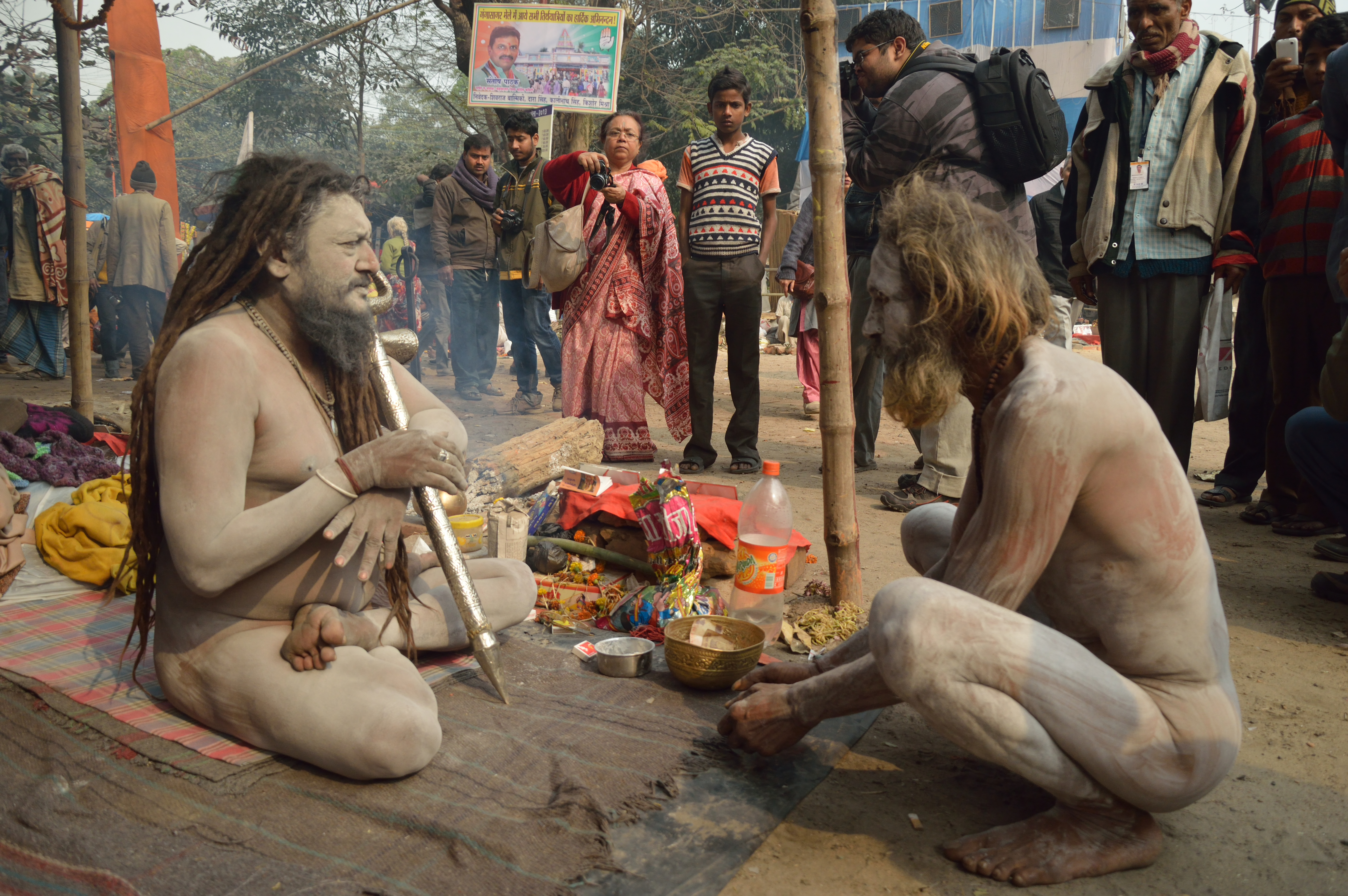
Naga Sadhu en Inde (2013).

Le yoga nu (sanskrit : nagna yoga ou vivastra yoga) est la pratique du yoga sans vêtements. Elle est très ancienne et est décrite par plusieurs ouvrages et auteurs tels le Bhagavata Purana et le géographe Strabon.
La pratique moderne du yoga nu est encouragée par des gymnosophistes tels Blanche de Vries (d), ainsi que par l'autrice Marguerite Agniel (en). Elle gagne en popularité au cours du XXIe siècle, notamment en Occident.

## Histoire
Le yoga nu se pratique depuis très longtemps.
Lorsqu'ils atteignent le sous-continent indien au IVe siècle av. J.-C., les savants grecs accompagnant Alexandre le Grand recensent la géographie de ce dernier ainsi que les us et coutumes locales. L'un d'eux, Onésicrite, décrit les pratiques de yoga, dont certaines sont effectuées nues,.

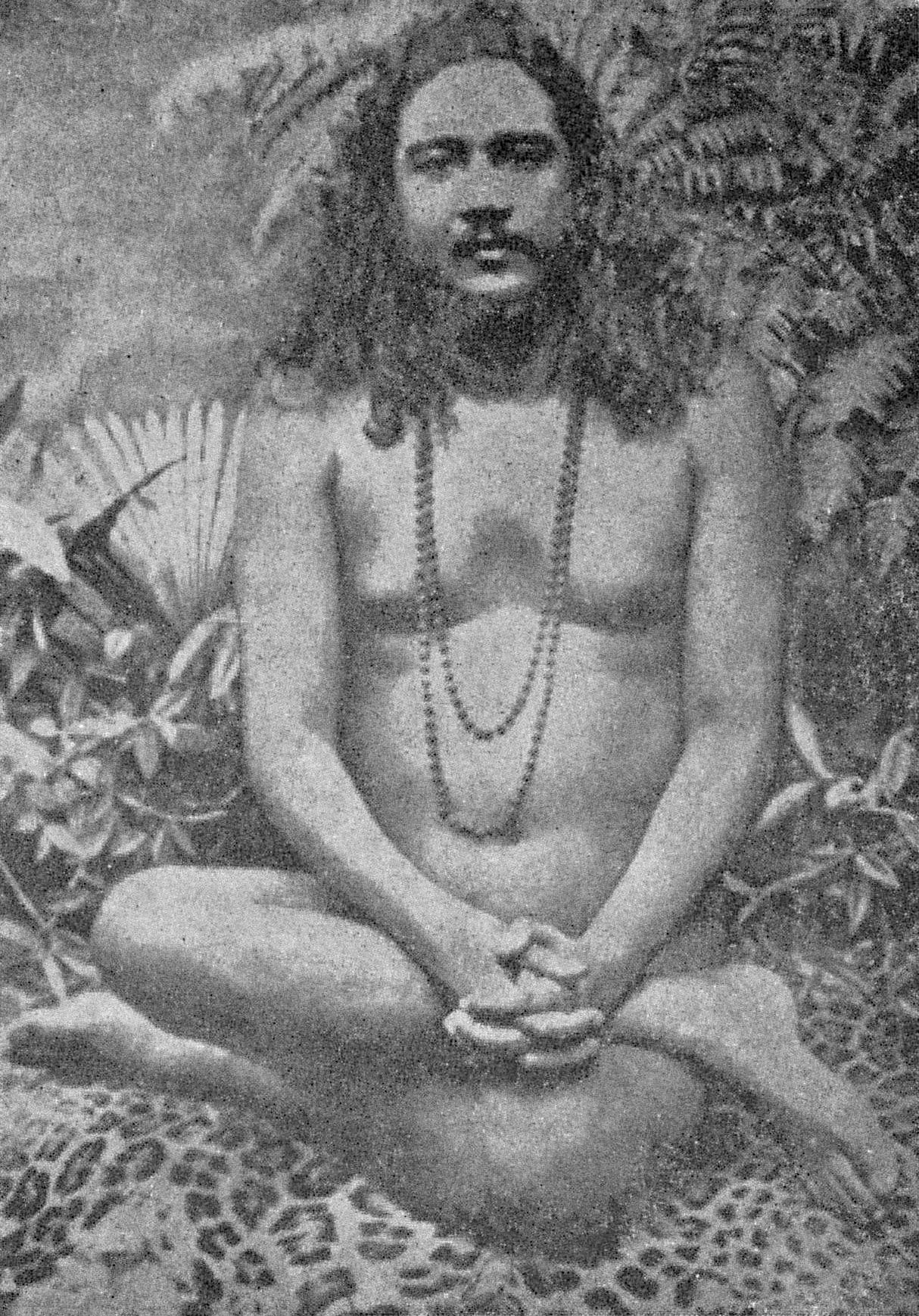
Nigamananda Paramahansa, yogi and Hindu leader, India, 1904.

### Nudité spirituelle
La « nudité spirituelle » est pratiquée par les jaïns des sectes Digambara, les sādhus aghoris et d'autres groupes ascètes de religions dharmiques. Ainsi, la nudité fait partie de la pratique spirituelle de renonciation par l'ordre de Naga Sadhu.

### XXesiècle
À partir de la fin du XIXe siècle, la forme moderne du yoga nu est exercée en Allemagne et en Suisse par un mouvement appelé Lebensreform.
Au début du vingtième siècle, plusieurs groupes pratiquant la nudité, l'ascétisme et la médication s'approprient le terme gymnosophie. Blanche de Vries crée une combinaison de danse orientale et yoga. En 1914, elle est responsable d'une école de yoga pour femmes à New York. Cinq ans plus tard, elle ouvre un institut pour femmes, enseignant le yoga gymnosophique, un mélange entre le yoga et le nudisme. de Vries enseigne jusqu'en 1982,,.

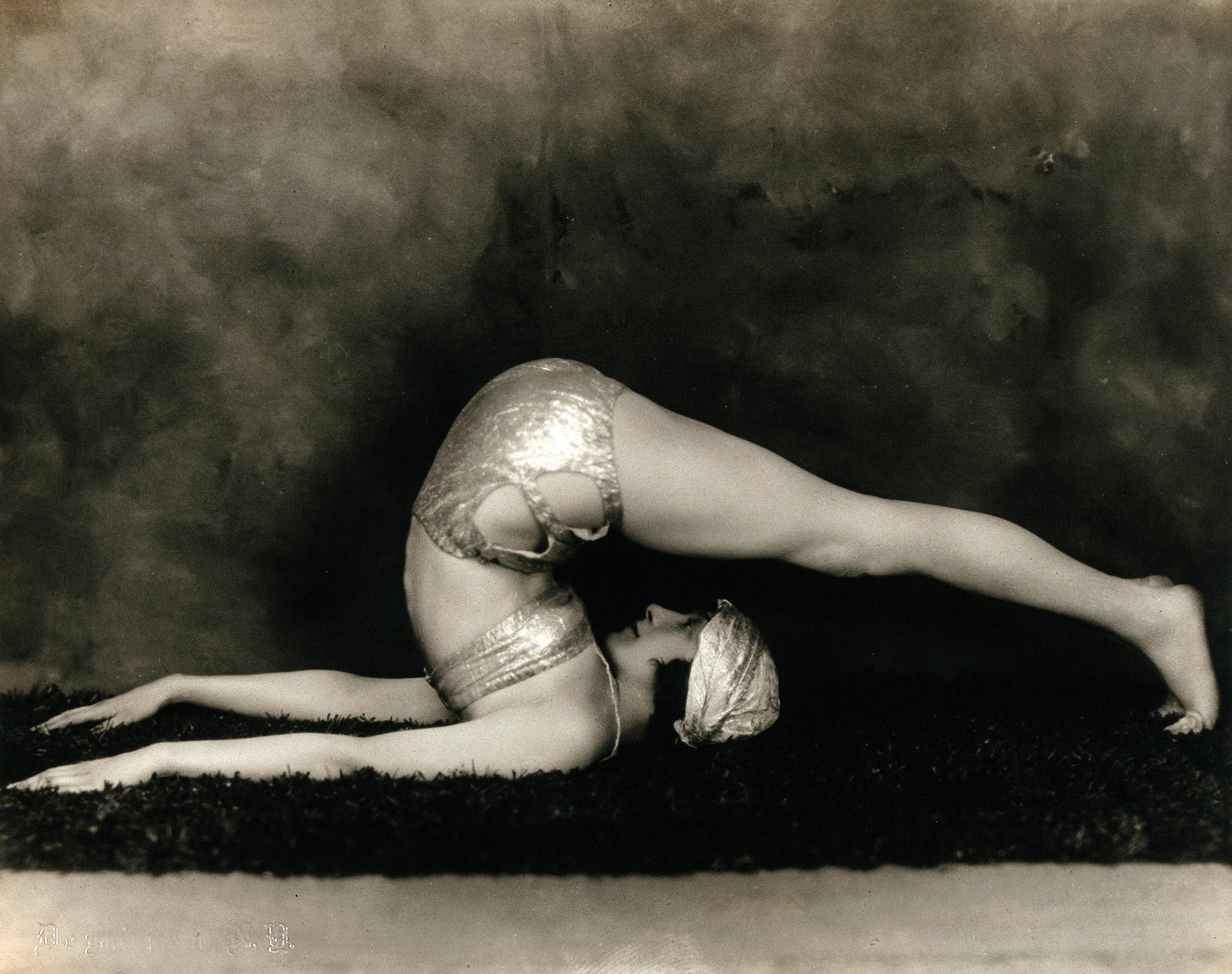
Marguerite Agniel

Marguerite Agniel, autrice de The Art of the Body : Rhythmic Exercise for Health and Beauty (1931),, écrit, en 1938, le texte The Mental Element in Our Physical Well-Being pour le magazine The Nudist. Celui-ci montre des femmes nues pratiquant le yoga, avec un texte descriptif à propos de la respiration.